# Nebria baicalica
Nebria baicalica  (лат.) — вид жуков-жужелиц из подсемейства плотинников. Россия, эндемик Прибайкалья (Бурятия и Иркутская область): на побережье озера Байкал. Распространён на крупногалечниковых пляжах на восточном побережье Байкала. Объекты питания: малощетинковые черви, мертвые бокоплавы и насекомые, выброшенные прибоем из озера.